# Janet Yellen
Janet Louise Yellen (Brooklyn, Nova Iorque, EUA, 13 de agosto de 1946) é uma economista e professora norte-americana que serviu como Secretária do Tesouro dos Estados Unidos, sendo a primeira mulher no cargo. Em 9 de outubro de 2013, ela tornou-se a sucessora de Ben Bernanke à frente do Federal Reserve Board (FED), nomeada a partir do 1 de fevereiro de 2014. Em 6 de janeiro de 2014 foi aprovada pelo Senado dos Estados Unidos por 56 votos a favor e 26 contra.
Em novembro de 2020, Yellen foi apontada pelo presidente eleito dos Estados Unidos, Joe Biden, para servir como Secretária do Tesouro no seu gabinete. Foi confirmada, pelo Senado dos Estados Unidos a 25 de janeiro de 2021.

## Biografia
Yellen nasceu em uma família judia, em Brooklyn, Nova Iorque, filha de Anna (née Blumenthal) e Julius Yellen, um médico.
Antes da sua nomeação como Vice-Presidente da Reserva Federal, Yellen atuou como Presidente e Chief Executive Officer da XII Distrito Federal Reserve Bank, em São Francisco. Yellen é professora emérita da Universidade da Califórnia em Berkeley e tem sido um membro do corpo docente desde 1980.
Janet Yellen é membro tanto do Conselho de Relações Exteriores e da Academia Americana de Artes e Ciências. Ela atuou como presidente da Associação Econômica Ocidental, vice-presidente da American Economic Association e Fellow da Yale Corporation. Janet Yellen formou summa cum laude pela Universidade Brown com uma licenciatura em Economia em 1967, e recebeu seu Ph.D. pela Universidade Yale em 1971.
Professora assistente na Universidade Harvard entre 1971-1976, Yellen era a 'número dois' do Banco Central dos Estados Unidos e serviu como Economista no Conselho de Governadores da Reserva Federal em 1977 e 1978, e no corpo docente da London School of Economics 1978-1980. Janet Yellen tem escrito sobre uma grande variedade de questões macroeconômicas, enquanto especializada em causas, mecanismos e implicações do desemprego.
Janet Yellen se despediu de Berkeley por cinco anos a partir agosto de 1994. Ela atuou como membro do Conselho de Governadores do Sistema da Reserva Federal até fevereiro de 1997 e, em seguida, deixou o Federal Reserve para se tornar presidente do Conselho de Assessores Econômicos até agosto de 1999. Ela também presidiu o Comité de Política Económica da Organização para Cooperação e Desenvolvimento Econômico 1997 - 1999.
Além de sua trajetória acadêmica, desempenhou cargos na Administração como presidente do Conselho de Assessores Econômicos da Casa Branca sob o mandato de Bill Clinton entre 1997 e 1999, antes de sua ampla experiência no âmbito do Federal Reserve.
Yellen é casada com George Arthur Akerlof, um ganhador do Prêmio Nobel, economista e professor emérito da Universidade da Califórnia, Berkeley. Seu filho, Robert Akerlof, é professor assistente na Universidade de Warwick.

## Caracteristicas e tarefas
Yellen era uma firme defensora das medidas agressivas do Fed para impulsionar a economia dos EUA, à medida que o país se esforçou para sair de uma severa recessão econômica. No fim de 2008, o Fed cortou as taxas de juros para perto de zero e desde então conduziu uma série de programas de grandes compras de títulos com o objetivo de manter os custos de empréstimos baixos.
O resultado tem sido a queda da taxa de desemprego do país, que atingiu 7 por cento em novembro, mínima em cinco anos, enquanto o ritmo de crescimento econômico também acelerou. A principal tarefa de Yellen será guiar o banco central na saída de seu estímulo extraordinário, reduzindo seu atual programa de compra de títulos. O banco central norte-americano reduziu o programa para 75 bilhões de dólares ao mês, ante 85 bilhões, no mês passado. Em 2009 ela se tornou uma crítica do socorro financeiro.

## Secretária do Tesouro dos Estados Unidos (2021–2025)

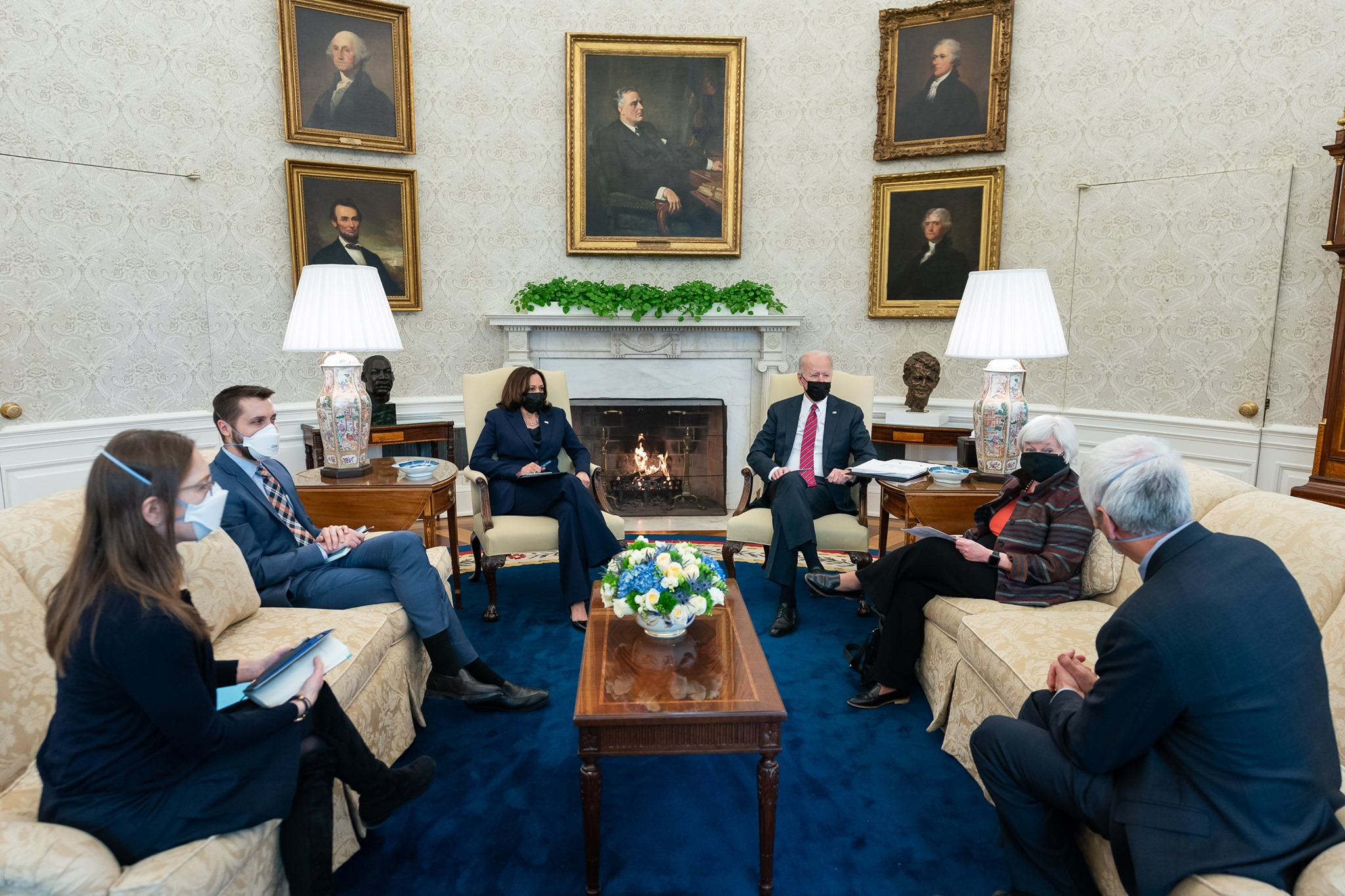
O presidente Joe Biden e a vice-presidente Kamala Harris recebem um briefing económico da secretária Yellen no Salão Oval a 29 de janeiro de 2021.

### Nomeação e confirmação
A 30 de novembro de 2020, o presidente eleito Joe Biden anunciou que nomearia Yellen para servir como secretária do Tesouro. O Comitê de Finanças do Senado aprovou por unanimidade a confirmação de Yellen a 22 de janeiro de 2021. O Senado dos EUA confirmou a sua nomeação com uma votação de 84-15 (com um senador não votando) a 25 de janeiro de 2021. 
Tomando posse com a vice-presidente Kamala Harris no dia seguinte, a secretária Yellen tornou-se a primeira mulher a servir como secretária do Tesouro dos EUA e a primeira pessoa na história americana a liderar os três órgãos econômicos mais poderosos do governo federal dos Estados Unidos: o Departamento do Tesouro, o Federal Reserve e o White Conselho de Consultores Econômicos da Câmara.